# Đạo luật cấm nhập khẩu nô lệ
Đạo luật Cấm nhập khẩu nô lệ năm 1807 (2 Stat. 426, ban hành ngày 2 tháng 3 năm 1807) là luật liên bang Hoa Kỳ tuyên bố rằng không có nô lệ mới nào được phép nhập khẩu vào Hoa Kỳ. Nó có hiệu lực vào năm 1808, ngày sớm nhất được Hiến pháp Hoa Kỳ cho phép.
Đạo luật này đã được thúc đẩy bởi Tổng thống Thomas Jefferson, người kêu gọi ban hành luật này trong Địa chỉ Liên bang 1806 của ông. Ông đã thúc đẩy ý tưởng từ những năm 1770. Nó phản ánh lực lượng của xu hướng chung đối với việc bãi bỏ buôn bán nô lệ quốc tế mà Virginia, tiếp theo là tất cả các bang khác, đã bị cấm hoặc hạn chế kể từ đó. Nam Carolina, tuy nhiên, đã mở lại giao dịch của nó. Quốc hội lần đầu tiên quy định chống lại thương mại trong Đạo luật buôn bán nô lệ năm 1794. Đạo luật năm 1807 đã chấm dứt tính hợp pháp của thương mại với Hoa Kỳ. Tuy nhiên, không phải lúc nào nó cũng được thực thi tốt và nô lệ tiếp tục bị buôn lậu với số lượng hạn chế. Luật 1807 đã không thay đổi rằng, nó chỉ biến việc nhập khẩu từ nước ngoài trở thành tội ác. Việc buôn bán nô lệ trong nước ở Hoa Kỳ không bị ảnh hưởng bởi luật 1807. Vương quốc Anh, cường quốc liên quan đến buôn bán nô lệ Đại Tây Dương, đã thông qua Đạo luật bãi bỏ nô lệ tương đương, vào ngày 23 tháng 2 năm 1807 (đạt được sự đồng ý của hoàng gia vào ngày 25 tháng 3 năm 1807), trước khi đặt ra chế độ nô lệ trong suốt thời kỳ nô lệ trong suốt Đế quốc Anh thông qua Đạo luật bãi bỏ chế độ nô lệ 1833.